# Mireia Mollà i Herrera
Mireia Mollà i Herrera (Torre del Pla, Elx, 14 de juliol de 1982) és una política valenciana, ha estat consellera d'Agricultura de la Generalitat Valenciana del 2019 al 2022 i una de les portaveus del partit Iniciativa del Poble Valencià (IdPV), integrat a la Coalició Compromís.

## Biografia
És filla de Pasqual Mollà i Martínez, antic líder del corrent intern d'EUPV Esquerra i País, embrionària d'Iniciativa del Poble Valencià, partit on militen ambdós.
Va iniciar els estudis d'Estadística a la Universitat Miguel Hernández però no va acabar la diplomatura. Treballà en el servei de Comptabilitat i Pressupostos d'aquesta institució.
A les eleccions a les Corts Valencianes de 2007 fou escollida diputada per la circumscripció d'Alacant per la coalició Compromís pel País Valencià amb només vint-i-cinc anys, i a les del 2011 va repetir -ara com a cap de llista de la circumscripció- dins d'Iniciativa del Poble Valencià i la Coalició Compromís. A més, va anar en segona posició a les llistes de Coalició Compromís a la seua localitat, Elx, tot i que no van aconseguir representació.
Al gener de 2013, era la diputada que més havia intervingut a les Corts Valencianes, amb un total de 254 intervencions. La seguia amb 248 el seu company de formació Enric Morera, síndic de Compromís.
Fou elegida coportaveu d'IdPV al IV Congrés que el partit celebrà a València en el qual Mónica Oltra deixava el càrrec i Francesc García renovava com a coportaveu. Junt a Mollà i García, s'incorporava a Miquel Real com a tercer coportaveu del partit.
El 2015 es va presentar a les primàries obertes de Compromís per encapçalar la llista de Compromís per la circumscripció d'Alacant a les eleccions a les Corts Valencianes, i a les eleccions municipals d'Elx. Va guanyar les primàries per encapçalar la llista a les Corts Valencianes per Alacant, i a les primàries d'Elx va ser ratificada com a cap de llista, al no presentar-se cap altre candidat.
A les eleccions municipals de 2015 a Elx, Compromís va traure 15.000 vots i va obtenir 4 regidors. Mollà, triada regidora a l'Ajuntament, va anunciar que renunciava a qualsevol tipus de retribució pel càrrec de regidora. Va entrar al govern municipal dirigit pel PSPV, ocupant la regidoria de cultura.
L'any 2019 va entrar a formar part del Consell com a consellera d'Agricultura, Medi Ambient, Canvi Climàtic i Desenvolupament Rural. El 25 d'octubre de 2022 va ser substituïda per Isaura Navarro i Casillas.

## Polèmiques i crítiques
A l'octubre del 2021, Mireia Mollà va ser esquitxada per un escàndol com a consellera d'Agricultura, Desenvolupament Rural, Emergència Climàtica i Transició Ecològica de la Comunitat Valenciana, a causa d'un experiment dut a terme amb rucs a Castelló, on van morir 10 d'aquests ases.

## Galeria
- Entrevista a Mireià Mollà sobre l'ensenyament en valencià.
- Conferència conjunta amb Enric Morera anterior a les eleccions a les Corts Valencianes de 2015.
- Discurs a la proclamació de les candidatures per a les eleccions a les Corts Valencianes de 2015.